# Nosologie
La nosologie (du grec nosos qui signifie maladie) est une branche de la médecine qui étudie les principes généraux de classification des maladies, alors que la nosographie concerne leur application, notamment les descriptions qui permettent de ranger les maladies dans un système particulier de classification.
Dans les faits, nosologie et nosographie sont souvent des termes interchangeables et utilisés l'un pour l'autre.

## Histoire

### Antiquité
Dès l'origine des langues grecque et latine, on trouve des noms de maladies, témoignant de la constitution très ancienne de certaines catégories nosologiques. La plus ancienne classification grecque connue est une division tripartite mentionnée dans un poème de Pindare (troisième Pythique, au sujet du pouvoir guérisseur d'Asclépios) : les maladies qui apparaissent spontanément dans le corps, les traumatismes, et les maladies par influences externes saisonnières. Il s'agit d'un critère de classification par origine selon le mode dehors/dedans.
Dans le traité hippocratique Des Maladies I, cette division se retrouve sous forme binaire : les maladies d'origine interne et les maladies d'origine externe (traumatisme, facteurs saisonniers ou climatiques — excès de chaud, froid, sec, humide).
Selon les textes, d'autres critères existent, comme la classification selon le siège du corps : maladies de la tête jusqu'au talon, a capite ad calcem. Ce critère parait le plus ancien car on le rencontre en médecine égyptienne. Par ailleurs, les maladies sporadiques (affectant peu d'individus, en tous lieux, à tout moment) sont distinguées des maladies épidémiques (individus en grand nombre, en un même lieu et en même temps). Le classement peut être fait selon le pronostic (maladies bénignes à mortelles ou facilement curables à incurables).
Hippocrate distingue plus particulièrement les maladies aigües, mais la distinction autonome des maladies chroniques est plus tardive, développée dans les ouvrages d'Arétée, de Galien, et de Soranos.
Une des premières nosographies élaborées est celle de Galien. Fondée sur des postulats théoriques, la classification se fait selon la prépondérance de l'une des humeurs constituant le corps : phlegmoneux, sanguin, biliaire, mélancolique. Pour les médecins de l'Antiquité païenne toutes les maladies sont somatiques, les maladies de l'âme n'étant, selon eux, qu'une invention des philosophes et des moralistes.

### Moyen Âge
Les auteurs arabes, comme Avicenne, affinent ces humeurs pour en faire des qualités primaires (froid, chaud, sec et humide) subdivisées en quatre degrés. En Islam comme en Chrétienté, les processus corporels ont une signification spirituelle, selon la dualité étroite âme / corps ou corps / esprit. Pour Avicenne, les passions et les émotions participent aux maladies.
L'Occident médiéval reprend ces conceptions. Pour les médecins chrétiens, la maladie est aussi désordre moral, conséquence du péché originel. Les Pères de l'Église avaient réhabilité des notions magiques de médecine archaïque où la faute (violation d'un tabou) était remplacée par le péché. La doctrine chrétienne concilie une conception sémitique du péché avec la conception gréco-romaine de la nature (phusis). La maladie est conçue comme une unité psychosomatique, nécessitant un traitement double, moral et physique.
La scolastique médiévale est traversée par le problème des universaux. Pour les « nominalistes », il n'existe en réalité que des malades, les maladies n'étant que des noms. Pour les « réalistes », les maladies sont des êtres réels et particuliers qui se manifestent par les malades. La thèse « réaliste » finit par s'imposer rendant possibles et nécessaires de nouvelles nosologies.

### Renaissance et âge classique

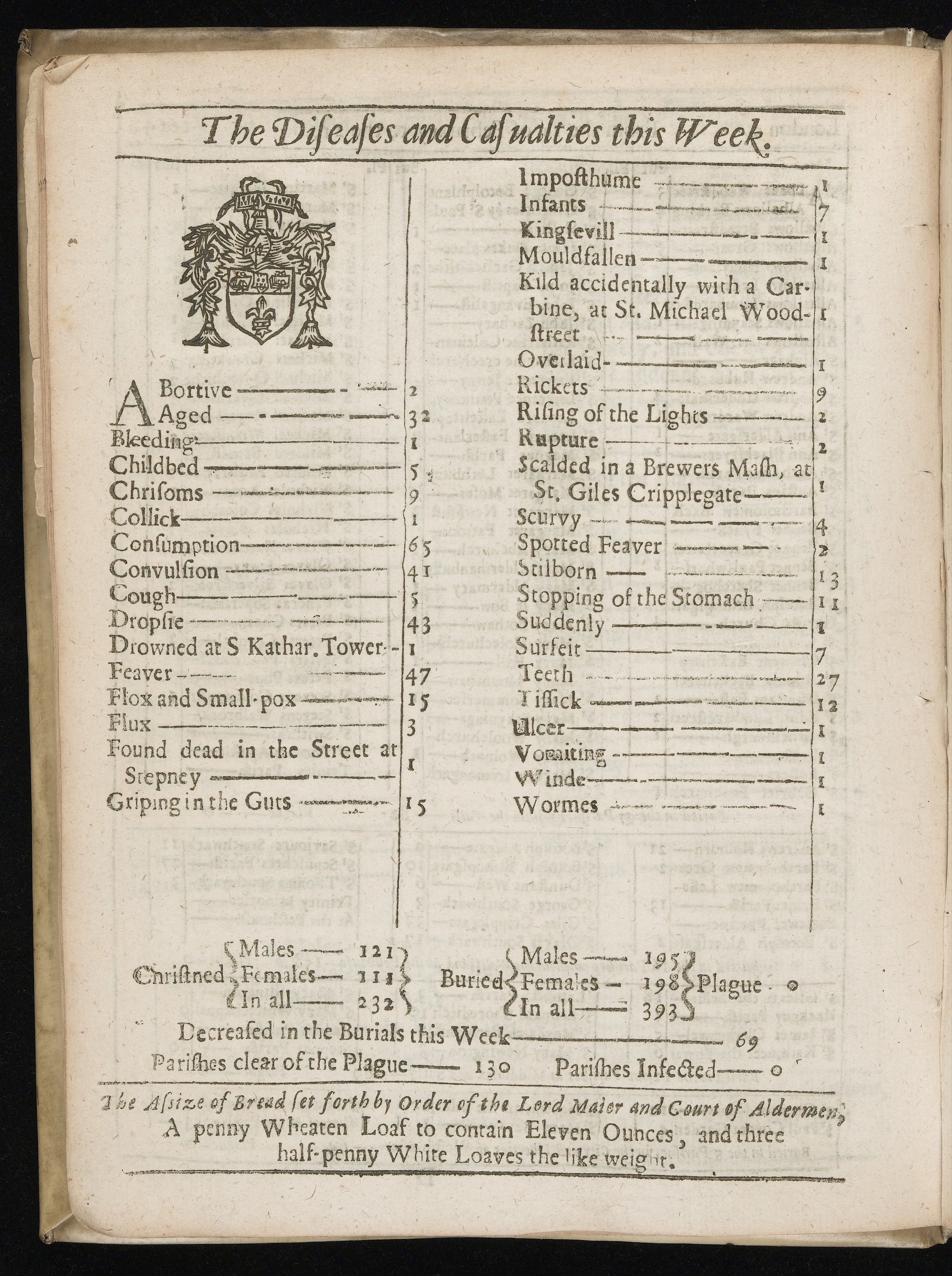
Les premières statistiques de cause de décès sont celles de la ville de Londres (Bills of mortality, 1532) : ici sur une semaine de février 1664, causes classées par ordre alphabétique.

Au XVIe siècle, Jean Fernel divise les maladies en deux groupes : celles qui affectent l'organisme entier ou n'ont pas de siège précis (par exemple les fièvres), et celles qui affectent un organe ou une partie du corps. Le premier groupe (maladies générales) se subdivise en groupes de symptômes reliés à des causes : altération de la « matière », perversion de la « forme », cause immatérielle affectant la « substance totale » de l'organisme. Le second groupe (maladies localisables) se subdivise selon leur siège anatomique (pratique d'autopsies).
Des tentatives semblables, mais basées principalement sur les symptômes, sont le fait d'un médecin clinicien anatomiste comme Félix Platter, ou d'un clinicien « épidémiologiste » comme Guillaume de Baillou qui forge le concept moderne de rhumatisme et rédige des éphémérides de maladies (observation régulière et prolongée des maladies dans un même lieu géographique).
Au XVIIe siècle, Thomas Sydenham évoque la nécessité d'une classification des maladies en espèces bien définies à la façon des botanistes. Il s'inspire d'un empirisme méthodique qui lui permet de préciser les principes d'une telle classification. Toutefois il n'en propose aucune, estimant une telle entreprise prématurée pour les connaissances de son temps.

### Lumières
Le XVIIIe siècle est celui des premières nosologies modernes qui, vers la fin du siècle, rendront possibles les premières recherches statistiques épidémiologiques à l'échelle d'un pays.
Linné réussit une première classification moderne des êtres vivants, regroupant le règne animal (1735) et végétal (1737), mais sa tentative d'appliquer son système (nomenclature binominale) à la médecine en décrivant 325 genres de maladies (Genera morborum, 1763) est un échec,.

#### Botanique des symptômes

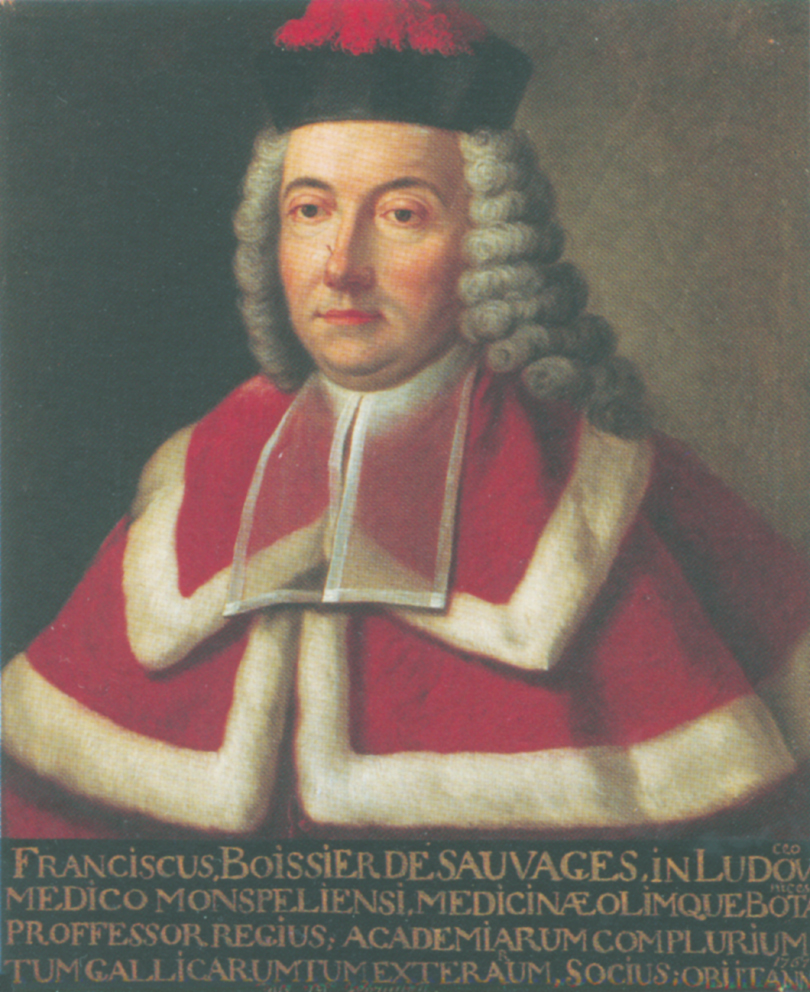
François Boissier de Sauvages de Lacroix (1706-1767)

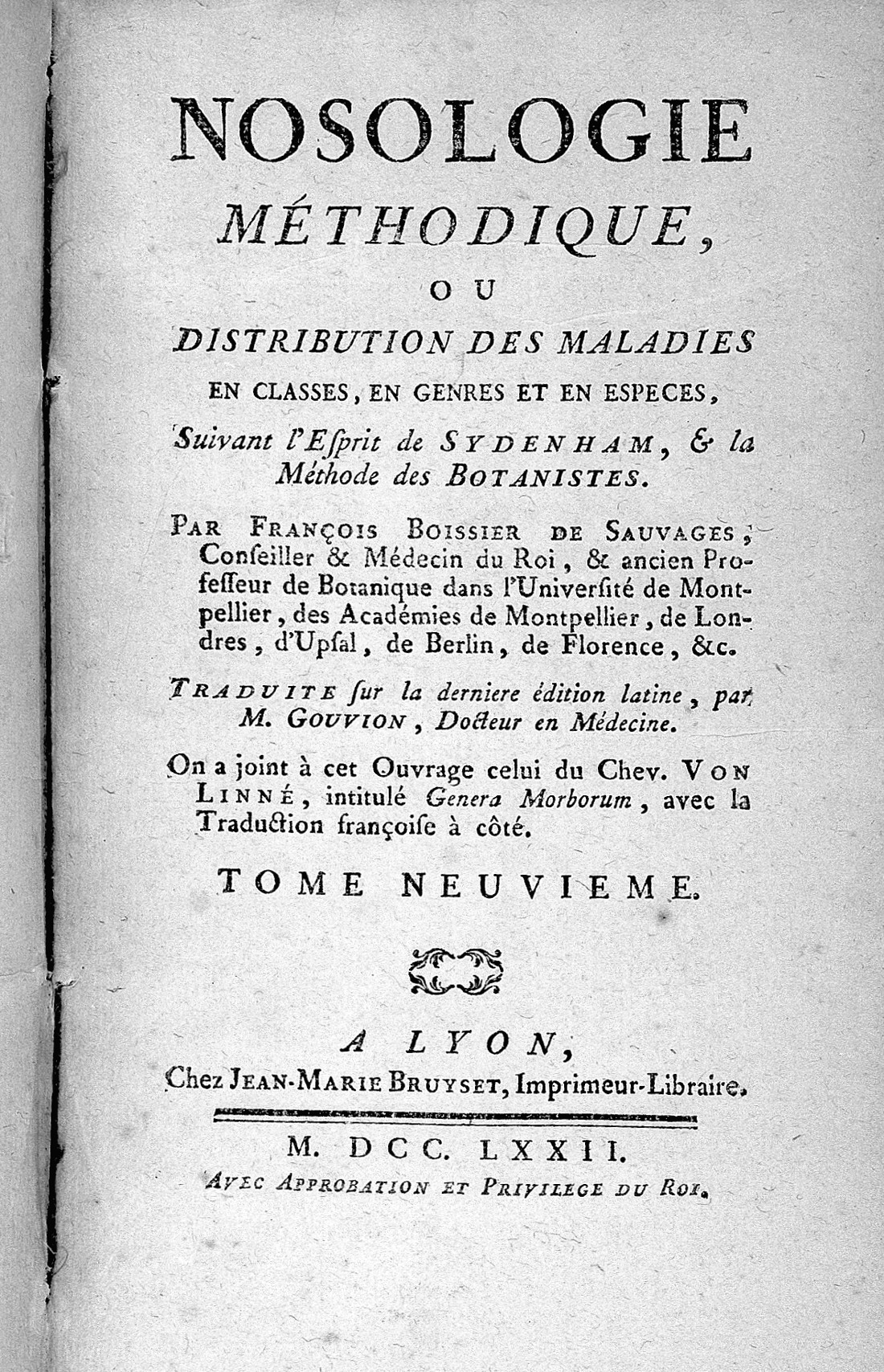
Une édition en français (1772) de la Nosologia methodica de Boissier de Sauvages.

C'est Boissier de Sauvages qui réalise un premier système nosologique, cohérent et apparemment satisfaisant pour la pratique médicale.
La version définitive parait en 1763 sous le titre Nosologia methodica. L'auteur s'inspire de la méthodologie clinique de Giorgio Baglivi, des principes de Sydenham, des apports de la botanique et de la physique de Newton.
Selon de Sauvages, les causes ne sauraient être des critères de classification, car il ne s'agit que d'hypothèses théoriques (ce qui était vrai à son époque). Les critères doivent se fonder sur la réalité observable en pratique médicale, à savoir la réalité des symptômes.
Il classe ainsi les maladies par affinités symptomatiques (caractéristiques cliniques). Son système prend en compte 2400 espèces de maladies réparties en dix classes, subdivisées en sections et genres. Toutefois ces maladies sont en fait des syndromes, voire de simples symptômes.
A la fin du siècle, ses successeurs lui reprocheront son caractère prolixe et mal ordonné. Selon l'historien L.S. King, ce défaut viendrait de sa crédulité et de son manque d'esprit critique. Il met à égale valeur les cas bien documentés et les signalements douteux ou de mauvaise qualité. Par exemple, par souci d'être complet, il distingue 14 espèces dans le genre hémiplégie, dont beaucoup ne sont pas reconnaissables en médecine moderne. Cependant, son système reste le point de départ de tous les systèmes ultérieurs.
En 1776, Jean-Michel Sagar, médecin slovène, publie un Systema morborum symptomaticum, basé lui aussi sur la seule clinique (empirisme pur). C'est le point culminant de ce que Michel Foucault appelle « la botanique des symptômes » par rapport à ce qui deviendra « la grammaire des signes ».
À partir des années 1780, des systèmes nosologiques ajoutent d'autres critères, notamment anatomiques ou chimiques. Le plus réputé à cette époque est celui de Philippe Pinel présenté dans sa Nosographie philosophique (1798). Il divise les maladies en 6 classes, en combinant des critères cliniques, physiologiques et pathologiques.
D'autres auteurs proposent des classements fondés sur des doctrines médicales particulières qui se multiplient au tournant des XVIIIe et XIXe siècles. Ces tentatives se situent en deçà de celle de Boissier de Sauvages, car fondées sur des postulats théoriques.

### XIXesiècle

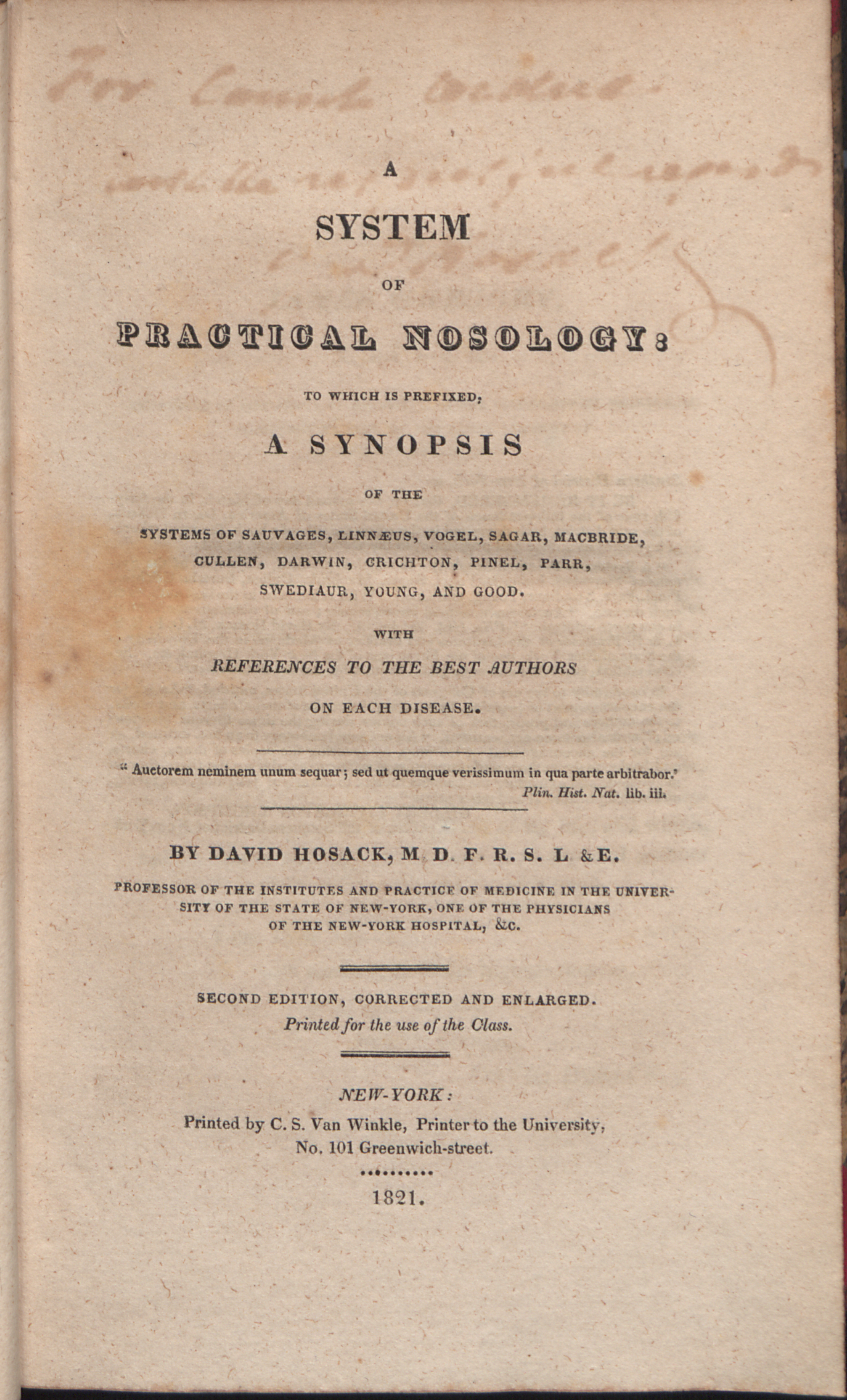
Premier ouvrage de nosologie (1821) publié aux États-Unis, par le médecin et botaniste David Hosack.

Les premiers « utilisateurs » d'une nosologie pratique sont les dermatologues. En 1802, à Paris, Alibert est nommé médecin de l'hôpital Saint-Louis. Il se consacre aux maladies de la peau, pour devenir professeur de botanique et de thérapeutique. Il crée le terme de « dermatose », et s'inspire des travaux des botanistes pour présenter une classification. Il s'agit d'un « arbre généalogique des dermatoses » (1829), à 12 branches principales subdivisées en multiples rameaux. Cette nosologie peut s'appuyer sur le fait que la lésion cutanée visible constitue en elle-même la dermatose, à l'instar d'une « efflorescence ».

#### Chimie ou grammaire des signes
La nosographie de Pinel avait ses limites. Elle cherchait à dépasser le pur empirisme des symptômes par des critères anatomiques, mais de façon arbitraire et contestable.
Xavier Bichat vise à résoudre le problème par la redécouverte de l'anatomie pathologique de Jean-Baptiste Morgagni qui s'appliquait aux organes. L'autopsie ne doit pas se limiter à eux, mais aussi et surtout se baser sur les tissus. Bichat se réfère à l'exemple de la chimie : les tissus sont comme des corps simples dont les combinaisons forment les organes. Alors une nosologie médicale est possible par l'existence d'un critère concret, fixé et permanent : les « membranes » ou tissus.
Cependant, le projet nosologique en lui-même reste controversé. Toute classification est une distribution fixe et fractionnée, aboutissant à créer des « choses en soi ». Alors que la maladie peut être perçue comme un processus local qui se généralise ( François Broussais ), ou bien comme un tout dans le tout où les maladies évoluent l'une en l'autre (Georges Cabanis).
Après la mort prématurée de Bichat, à l'âge de 30 ans, son continuateur est René Laennec qui reprend sa distinction entre maladies organiques (à lésions tissulaires décelables) et maladies nerveuses (sans lésions observables). Laennec fonde la méthode anatomoclinique qui met en rapport complémentaire l'examen clinique et l'anatomie pathologique. Il distingue les « symptômes physiques » qui indiquent une lésion tissulaire et par là un diagnostic plus sûr.
Selon Foucault : « Établir ces signes, c'est jeter sur le corps vivant tout un réseau de repérages anatomopathologiques : dessiner en pointillé l'autopsie future » ou encore « le signe ne parle plus le langage naturel de la maladie, il ne prend forme et valeur que par l'investigation médicale ».
En 1829-1833, Jean Lobstein publie un traité qui classe toutes les maladies selon des critères anatomocliniques. Malgré ce, de nombreux syndromes cliniques restent difficiles à classer, car sans rapport visible avec des lésions anatomiques, comme les maladies mentales ou les maladies fébriles. La notion de lésion doit être élargie, par exemple aux altérations chimiques du sang, c'est le début de l'hématologie (Gabriel Andral ; Karel Rokitansky).

#### Fin des illusions et compromis utilitaire
Les développements de la deuxième moitié du XIXe siècle (pathologie cellulaire, métabolique, endocrinienne, microbiologique…) débordent largement et rapidement toute nouvelle classification. Déjà, dès 1853, Eugène Bouchut constate qu'il n'y a pas une nosologie, mais plusieurs qui se contredisent au lieu de se compléter. Il est alors admis qu'une nosologie naturelle (reflétant « l'ordre de la nature »), logique et cohérente n'est guère possible.
Pourtant, une classification reste nécessaire pour des raisons pratiques. Ne serait-ce que pour répondre aux besoins de communication entre médecins (repères communs), ou à ceux des services de santé publique (données épidémiologiques, statistiques...). La nosologie a moins vocation à « dire le vrai » (rigueur de la taxonomie) qu'à servir d'instrument utile. Les classifications de maladies peuvent donc être plus ou moins arbitraires, à condition d'être le fruit d'un consensus, un instrument révisable pour des buts définis en commun.
William Farr et Marc d'Espine (1806-1865) proposent la toute première classification internationale des maladies. Celle-ci est adoptée en 1855 par le premier congrès international de statistiques (ISC en anglais). Elle se compose de 138 rubriques classant les malades selon des critères anatomiques. Cette classification est révisée par Jacques Bertillon qui prend en compte celles utilisées en Angleterre, en Allemagne et en Suisse. Il élabore ainsi une classification Bertillon des causes de décès, utilisée par la ville de Paris à partir de 1885.
L'utilisation courante de telles classifications, adoptées à l'échelle internationale, ne prendra place qu'à la fin du XIXe siècle, lorsque l'ISC International Statistical Congress devient l'ISI International Statistical Institute ou Institut international de statistique. En 1893, la conférence de Chicago adopte la Nomenclature internationale des causes de décès ou Classification Bertillon. Cette conférence encourage les pays membres à utiliser cette classification afin de rendre comparables les statistiques de causes de décès.
En 1900, la conférence internationale de Paris adopte une première révision de la classification Bertillon qui se répand dans le monde entier.

### XXesiècle
Cette classification est périodiquement révisée lors d'une conférence internationale tenue tous les dix ans environ. Son but est de permettre la comparaison internationale des statistiques de mortalité, tout en adaptant la classification et ses principes (critères de codage et de rubrique) à l'évolution du savoir médical.
En 1948, l'OMS adopte une Classification statistique internationale des maladies. En 1993, la dixième révision a eu lieu (en abrégé CIM-10).

## Problématiques
D'une façon plus générale, en médecine, la nosologie et la nosographie sont deux champs de la pathologie :
- Le premier champ (la nosologie) détermine, à partir d'un discours complet sur les maladies, les critères à partir desquels telle ou telle classification est possible. Ces critères peuvent concerner la sémiologie (les symptômes), l'étiologie (l'origine de la maladie), ou la pathogénie (ou pathogénèse : mécanisme selon lequel un agent provoque une maladie).
- Le deuxième champ (la nosographie) définit, à l'aide des informations précédentes, une classification particulière méthodique des maladies. Une maladie donnée peut alors être rangée dans telle ou telle catégorie.

De ce fait, les maladies sont classées en fonction de leur étiologie (cause), de la pathogénèse et des symptômes. Alternativement, les maladies peuvent être classées en fonction du système d'organes impliqué, mais cela est souvent compliqué car de nombreuses maladies touchent plusieurs organes.

Les problématiques de la nosologie médicale, déjà esquissées dans son développement historique, sont celles inhérentes à tout système de classification (distribution, hiérarchisation, emboîtements…).
Un des principaux problèmes de nosologie est que les maladies ne peuvent souvent être définies et classées de façon claire lorsque la pathogénèse ou la causalité est inconnue. Ainsi, les termes du diagnostic sont souvent limités à des symptômes ou à des jeux de symptômes (syndromes). Cela revient à poser le problème du concept (ou représentation) de maladie.
Un classement est souvent remis en cause du fait des avancées biomédicales (découvertes concernant un virus, une bactérie ou une maladie mentale par exemple). Ce classement peut être aussi un enjeu social, du fait de l'évolution des mentalités et autres facteurs sociaux (cas de l'homosexualité autrefois classée maladie mentale ; maladies liées au travail ou à l'environnement, dont la causalité reste inconnue ou controversée).

#### Textes historiques
- Hippocrate (trad. du grec ancien par Emile Littré, préf. Jacques Jouanna), La consultation, Paris, Hermann, 1986, 278 p. (ISBN 2-7056-5996-X), « Traités nosologiques », p. 204-238textes choisis et présentés par Armelle Debru
- (la) Thomas Sydenham, Observatione medicae, Londres, 1676, Préface.
- Nosologie méthodique, dans laquelle les maladies sont rangées par classes, suivant le système de Sydenham, & l'ordre des botanistes, par François Boissier de Sauvages de Lacroix. Paris, Hérissant le fils, 1771.
- Nosographie philosophique, ou la méthode de l'analyse appliquée à la médecine, par Philippe Pinel. Richard, Caille and Ravier, Paris, 1798.
- Cabanis, Du degré de certitude de la médecine, Paris, 1798
- Xavier Bichat, Traité des membranes en général, et des diverses membranes en particulier, Paris, 1800.
- Jean-Louis Alibert, Précis théorique et pratique sur les maladies de la peau, Paris, 1810-1818
- François Broussais, Examen des doctrines médicales et des systèmes de nosologie, Paris, 1829-1834
- Jean Lobstein, Traité d'anatomie pathologique, Paris, 1829-1833.
- Eugène Bouchut, Des méthodes de classification en nosologie, Paris, 1853.

#### Études
- Michel Foucault, Naissance de la Clinique, Paris, PUF, coll. « Galien », 1963.
- François Dagognet, Le catalogue de la vie, Paris, PUF, coll. « Galien », 1970.
- (en) Lester Snow King, Medical Thinking : a historical preface, Princeton University Press, 1982.
- (en) Terra Ziporyn, Nameless Diseases, Rutgers University Press, 1992 (ISBN 0-8135-1800-8)
- Mirko D. Grmek (trad. de l'italien), Le concept de maladie, Paris, Éditions du Seuil, 1995, 382 p. (ISBN 2-02-022138-1)dans Histoire de la pensée médicale en Occident, vol. 1, Antiquité et Moyen-Age.
- Mirko D. Grmek (trad. de l'italien), Le concept de maladie, Paris, Éditions du Seuil, 1997, 376 p. (ISBN 978-2-02-115707-9)dans Histoire de la pensée médicale en Occident, vol. 2, De la Renaissance aux Lumières.
- Mirko D. Grmek (trad. de l'italien), Le concept de maladie, Paris, Éditions du Seuil, 1999, 422 p. (ISBN 2-02-022141-1)dans Histoire de la pensée médicale en Occident, vol. 3, Du romantisme à la science moderne.
- François Dagognet, Nosologie (article), Quadrige / PUF, 2004 (ISBN 2-13-053960-2), p. 794-797dans Dictionnaire de la pensée médicale, Dominique Lecourt (dir.).
- Rachel A. Ankeny, Maladie et santé : concepts et représentations, Paris, Éditions du Seuil, 2014, 531 p. (ISBN 978-2-02-096744-0), p. 11-24dans Histoire de la pensée médicale contemporaine, B. Fantini et L. Lambrichs (dir.).